# Mamma, 'k wil 'n man hê
"Mamma, 'k wil 'n man hê" is een Afrikaans volks- en kinderliedje uit Zuid-Afrika. Het lied gaat over een Afrikaans meisje dat wil trouwen, en haar moeder geeft haar een paar keuzes. Het lied is beroemd en werd gezongen door vele zangers.

## Tekst
| Afrikaans | Nederlands |
| --- | --- |
| Mamma, 'k wil 'n man hê! Watter man, my liewe kind? Wil jy dan 'n Fransman hê? Nee, mamma, nee! 'n Franseman die wil ek nie, want "parlez-vous" verstaan ek nie; dit is my plesier, met die Boerjongkêrels hier!       | Mamma, ik wil een man hebben! Watvoor man, mijn lief kind? Wil jij dan een Fransman hebben? Nee, mamma, nee! Een Franseman die wil ik niet, want "parlez-vous" versta ik niet; het is mijn plezier, met de Boerjongkerels hier!       |
| Mamma, 'k wil 'n man hê! Watter man, my liewe kind? Wil jy dan 'n Hollander hê? Nee, mamma, nee! 'n Hollander die wil ek nie, want klompe dra – dit sal ek nie; dit is my plesier, met die Boerjongkêrels hier!        | Mamma, ik wil een man hebben! Watvoor man, mijn lief kind? Wil jij dan een Hollander hebben? Nee, mamma, nee! Een Hollander die wil ik niet, want klompen dragen – het zal ik niet; het is mijn plezier, met de Boerjongkerels hier!  |
| Mamma, 'k wil 'n man hê! Watter man, my liewe kind? Wil jy dan 'n Duitser hê? Nee, mamma, nee! 'n Duitserman die wil ek nie, want "Schweinerfleisch" – dit lus ek nie; dit is my plesier, met die Boerjongkêrels hier! | Mamma, ik wil een man hebben! Watvoor man, mijn lief kind? Wil jij dan een Duitser hebben? Nee, mamma, nee! Een Duitserman die wil ik niet, want "Schweinefleisch" – het lust ik niet; het is my plezier, met de Boerjongkerels hier! |
| Mamma, 'k wil 'n man hê! Watter man, my liewe kind? Wil jy dan 'n Boerseun hê? Ja, mamma, ja! 'n Boereman die wil ek hê, in 'n Boer se arme wil ek lê; dit is my plesier, met die Boerjongkêrels hier!                 | Mamma, ik wil een man hebben! Watvoor man, mijn lief kind? Wil jij dan een Boerjongen hebben? Ja, mamma, ja! Een Boerman die wil ik hebben, in de armen van een Boer wil ik leggen; het is my plezier, met de Boerjongkerels hier!    |

## Trivia
De Belgische zanger Bobbejaan Schoepen debuteerde in 1943 tijdens de Tweede Wereldoorlog met een optreden in de Brusselse concertzaal Ancienne Belgique, waar hij liedje Mamma,'k wil 'n man hê ten gehore bracht. Het liedje werd vanwege de tekst "’n Duitse man, die wil ek nie want schweinefleisch, dat lus ek nie" als anti-Duits opgevat, waarop hij door de Duitse bezetter werd gearresteerd. Kort nadien werd hij in Duitsland tewerkgesteld. 